# Orthotrichia alboguttata
Orthotrichia alboguttata är en nattsländeart som beskrevs av Jacquemart 1956. Orthotrichia alboguttata ingår i släktet Orthotrichia och familjen smånattsländor. Inga underarter finns listade i Catalogue of Life.